# Camille de Lorraine
Camille de Lorraine (* 25. Oktober 1666 in Paris; † 6. November 1715 in Nancy), genannt Prince Camille, war ein französischer Adliger und Militär aus dem Haus Guise. Er war Comte de Chamilly, Lieutenant-général des Armées du Roi, sowie Grand Maître de la Maison du duc de Lorraine und Grand-Maréchal de Lorraine.

## Leben
Camille de Lorraine war der dritte Sohn von Louis de Lorraine, comte d’Armagnac († 1718) und Catherine de Neuville († 1707).
Nachdem er ein Jahr lang bei den Musketieren gedient hatte, mit denen er im Reunionskrieg 1683 den Feldzug in Flandern bestritt, erhielt er am 20. Oktober desselben Jahres eine Kompanie im Régiment d’Armagnac cavalerie. Er befehligte seine Kompanie 1684 bei der Belagerung von Luxemburg (April bis Juni), wonach sie reformiert wurde.
Im Pfälzischen Erbfolgekrieg diente er 1688 und 1689 als Freiwilliger in Deutschland und nahm an den Belagerungen von Philippsburg (September/Oktober 1688), Mannheim und Frankenthal sowie der Einnahme von Mainz und der Eroberung der Pfalz teil. Am 25. November 1689 wurde er zum Mestre de camp eines Kavallerieregiments seines Namens ernannt und befehligte es bis 1695 in der Deutschland-Armee. Nach seiner Ernennung zum Brigadier der Kavallerie am 3. Januar 1698 wurde er in dieser Eigenschaft in diesem und im folgenden Jahr in der Flandern-Armee, 1698 im Feldlager von Compiègne und 1701 in der Deutschland-Armee eingesetzt.
Nachdem er am 29. Januar 1702 am 29. Januar 1702 zum Maréchal de camp befördert worden war, gab er sein Kavallerieregiment ab und ging nach Deutschland, um im Spanischen Erbfolgekrieg unter Marschall Catinat zu dienen. 1703 wurde er in der gleichen Armee eingesetzt, nahm an den Belagerungen von Breisach und Landau teil und kämpfte in der Schlacht am Speyerbach (15. November).
1704, als er zum Großmarschall von Lothringen ernannt wurde, endete seine militärische Laufbahn. Er ließ sich in Nancy nieder, wo er Ende 1715 starb, unverheiratet und ohne Nachkommen. Er wurde in der Franziskanerkirche in Nancy bestattet.